# Ime Udoka
Ime Sunday Udoka (Óregon, 9 de agosto de 1977) é um ex-jogador e treinador nigeriano-americano atualmente comanda o Houston Rockets.

## Carreira como jogador
Udoka estudou na Jefferson High School em Portland e na Universidade de San Francisco, antes de se transferir para a Universidade Estadual de Portland. 
Ele começou sua carreira profissional no basquete jogando no Charleston Lowgators da NBDL. Ele foi chamado para jogar no Los Angeles Lakers em 14 de janeiro de 2004, mas foi dispensado posteriormente. Depois de uma passagem pela Europa, ele voltou aos Estados Unidos e mais uma vez foi jogar na NBDL. No Fort Worth Flyers, ele teve médias de 17,1 pontos e 6,2 rebotes. Em 6 de abril de 2006, Udoka assinou com o New York Knicks. Ele foi dispensado em 11 de setembro de 2006.
Udoka foi o último jogador convidado para o acampamento de treinamento do Portland Trail Blazers, antes da temporada de 2006-07, recebendo o convite somente depois que Aaron Miles falhou em um exame físico. Apesar da morte de seu pai durante a pré-temporada, Udoka impressionou a comissão técnica com suas habilidades defensivas e ficou na equipe. Depois de ter jogado em apenas 12 jogos da NBA em sua carreira, Udoka foi titular em 75 jogos disputados na temporada de 2006-07. Ele teve médias de 8,4 pontos, 3,7 rebotes e 0,9 roubos de bola.
Em 2007, Udoka assinou contrato com o San Antonio Spurs. Ele jogou em 73 jogos e teve médias de 5,8 pontos e 3,1 rebotes. Em sua segunda temporada com os Spurs, ele jogou em 67 jogos e teve médias de 4,3 pontos e 2,8 rebotes.
Após a temporada de 2009, Udoka tornou-se um agente livre, eventualmente assinando novamente com o Portland Trail Blazers. Ele foi dispensado pelos Blazers em 22 de outubro de 2009, mas assinou com o Sacramento Kings em 4 de novembro de 2009. Ele jogou 69 partidas com os Kings e teve médias de 3,6 pontos e 2,8 rebotes.
Em 24 de novembro de 2010, Udoka voltou ao Spurs, mas foi dispensado em 5 de janeiro de 2011 depois de jogar apenas 20 jogos.
Em 15 de dezembro de 2011, Udoka assinou com o New Jersey Nets. No entanto, ele foi dispensado em 23 de dezembro de 2011.
Em janeiro de 2012, ele assinou com UCAM Murcia da Liga ACB.

## Carreira de treinador

### San Antonio Spurs (2012–2019)
Em agosto de 2012, Udoka ingressou no San Antonio Spurs como assistente técnico. Udoka ganharia seu primeiro título depois que os Spurs derrotaram o Miami Heat nas finais da NBA de 2014 por 4–1.
Udoka também foi a chave para a decisão de LaMarcus Aldridge de se juntar ao Spurs em 2015. Udoka e Aldridge jogaram juntos no Portland Trail Blazers durante a temporada de estreia de Aldridge.

### Philadelphia 76ers (2019–2020)
Em junho de 2019, Udoka foi contratado como assistente técnico do Philadelphia 76ers.

### Brooklyn Nets (2020–2021)
Em 30 de outubro de 2020, o Brooklyn Nets contratou Udoka como assistente técnico.

### Boston Celtics (2021–2023)

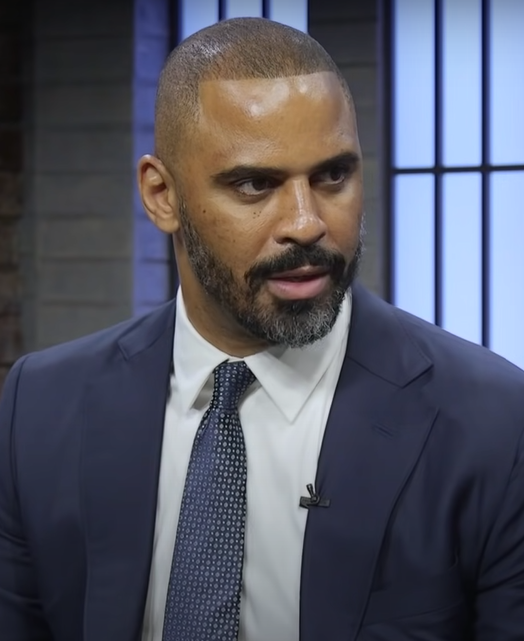
Udoka em 2021

Em 28 de junho de 2021, Udoka foi contratado como treinador principal do Boston Celtics, tornando-se o quinto treinador de origem africana na história dos Celtics. Embora os Celtics tenham começado a temporada com um recorde de 18-21, Udoka os levou a um recorde de 51-31, terminando como a segunda cabeça de chave na Conferência Leste. Os Celtics ganharam o título da Conferência Leste e fizeram a sua primeira aparição nas finais da NBA desde 2010. Os Celtics perderam em seis jogos para o Golden State Warriors.
Em 22 de setembro, os Celtics suspenderan Udoka por toda a temporada de 2022-23 por violações das políticas da equipe, relacionadas a um relacionamento íntimo impróprio com uma funcionária dos Celtics. Embora o relacionamento tenha sido originalmente considerado consensual pela organização, a mulher mais tarde acusou Udoka de fazer comentários indesejados em relação a ela. Udoka emitiu um pedido de desculpas depois que a suspensão foi entregue. Ele optou por não renunciar ao cargo como resultado da violação, embora Adrian Wojnarowski tenha relatado que Udoka não tem garantia de permanecer na organização após a temporada de 2022-23. O assistente técnico Joe Mazzulla assumiu o cargo de técnico interino. Em 16 de Fevereiro de 2023 Joe Mazzulla assume o Boston Celtics em definitivo, encerrando assim o vinculo de  Ime Udoka  com a franquia de Massachusetts.

### Houston Rockets (2023–Presente)
Em 24 de Abril de 2023, o  Houston Rockets anunciam  Ime Udoka  como técnico principal.

## Vida pessoal
O pai de Udoka, que é descendente de Akwa Ibom, nasceu na Nigéria, que o qualificou para a cidadania nigeriana. Ele foi membro da Seleção Nigeriana e jogou no Campeonato Mundial de 2006. Sua irmã mais velha, Mfon, costumava jogar na WNBA. Sua mãe, que morreu no final de 2011, era uma americana de Illinois.
Em novembro de 2011, a então namorada de Udoka, Nia Long, deu à luz seu primeiro filho, Kez Sunday Udoka. O casal ficou noivo em maio de 2015.

## Estatísticas na NBA

### Como jogador

#### Temporada regular
| Ano      | Equipe      | PJ  | PT | MPJ  | AP   | 3P   | LL   | RT  | AS  | BR | TO | PPJ |
| -------- | ----------- | --- | -- | ---- | ---- | ---- | ---- | --- | --- | -- | -- | --- |
| 2003–04  | L.A. Lakers | 4   | 0  | 7.0  | .333 | .000 | .500 | 1.3 | .5  | .5 | .2 | 2.0 |
| 2005–06  | New York    | 8   | 0  | 14.3 | .375 | .333 | .500 | 2.1 | .8  | .1 | .0 | 2.8 |
| 2006–07  | Portland    | 75  | 75 | 28.6 | .461 | .406 | .742 | 3.7 | 1.5 | .9 | .2 | 8.4 |
| 2007–08  | San Antonio | 73  | 0  | 18.0 | .424 | .370 | .759 | 3.1 | .9  | .8 | .2 | 5.8 |
| 2008–09  | San Antonio | 67  | 3  | 15.4 | .383 | .328 | .609 | 2.8 | .8  | .5 | .2 | 4.3 |
| 2009–10  | Sacramento  | 69  | 2  | 13.7 | .378 | .286 | .737 | 2.8 | .8  | .5 | .1 | 3.6 |
| 2010–11  | San Antonio | 20  | 0  | 6.5  | .238 | .000 | .500 | .9  | .7  | .4 | .0 | .7  |
| Carreira | Carreira    | 316 | 80 | 14.7 | .370 | .246 | .620 | 2.3 | .8  | .5 | .1 | 3.9 |

#### Playoffs
| Ano      | Equipe      | PJ | PT | MPJ  | AP   | 3P   | LL   | RT  | AS  | BR | TO | PPJ |
| -------- | ----------- | -- | -- | ---- | ---- | ---- | ---- | --- | --- | -- | -- | --- |
| 2008     | San Antonio | 16 | 0  | 14.8 | .465 | .400 | .714 | 2.9 | 1.1 | .7 | .1 | 5.4 |
| 2009     | San Antonio | 5  | 0  | 20.8 | .350 | .125 | .400 | 4.6 | .8  | .8 | .2 | 3.4 |
| Carreira | Carreira    | 21 | 0  | 17.8 | .407 | .262 | .556 | 3.7 | .9  | .7 | .1 | 4.4 |

### Como treinador
| Time   | Ano     | J  | V  | D  | %    | Classificação              | J  | V  | D  | %    | Resultado final          |
| ------ | ------- | -- | -- | -- | ---- | -------------------------- | -- | -- | -- | ---- | ------------------------ |
| Boston | 2021–22 | 82 | 51 | 31 | .622 | 1º na Divisão do Atlântico | 24 | 14 | 10 | .583 | Perdeu nas Finais da NBA |